# درب المصير
درب المصير (بالإسبانية: La vereda del destino)‏ هو أول كتاب للمؤلف الأوروغوياني أوراسيو لوبيث أوسيرا. نشرته دار نشر أغيلار عام 2006.

## نبذة عن الكتاب
فاز كتاب درب المصير الذي نُشر عام 2006 بجائزة "بارتولومي هيدالغو" في مجال الاكتشاف التي قدمتها هيئة الكتاب الأوروغويانية. كان ذلك من أبرز المفاجآت في معرض الكتاب في أوروغواي عام 2007. يسرد أوراسيو لوبيث تجاربه من منظور شخصي للغاية، متأملاً بشدة الفترة التاريخية التي عاشها خلال طفولته ومراهقته بنبرة ناقدة.
في عام 2007، كان الكتاب ضمن قائمة الكتب الأكثر مبيعًا. وفي عام 2009، نشرت دار سانتيانا نسخة جيب من الكتاب. وفي عام 2017، عادت حقوق العمل إلى المؤلف.